# تورا-سان به تعطیلات می‌رود
تورا-سان به تعطیلات می‌رود (انگلیسی: Tora-san Takes a Vacation) یک فیلم کمدی ژاپنی محصول ۱۹۹۰ به کارگردانی یوجی یامادا است. این فیلم چهلمین و سومین فیلم از مجموعه محبوب و طولانی‌مدت اوتوکو وا تسورای یو است.

## خلاصه داستان
در اکتبر ۱۹۹۰، ایزومی، دوست دختر میتسوئو، ناگهان به توکیو می‌آید. میتسوئو که دانشجوی دانشگاه شده‌است بسیار خوشحال است اما ایزومی که در ناگویا زندگی می‌کند به توکیو آمده تا با پدرش که پس از داشتن یک معشوقه جدا زندگی می‌کند ملاقات و گفتگو کند و او را به زندگی با مادرش برگرداند. روز بعد، ایزومی و میتسوئو به آکیهابارا در توکیو می‌روند، جایی که پدر ایزومی در آنجا کار می‌کند، اما پدرش قبلاً کار خود را در آنجا رها کرده و برای زندگی به شهر هیتا، استان اوئیتا، زادگاه دوست دخترش رفته‌است.

## ارزیابی انتقادی
هیده‌تاکا یوشیئوکا (در نقش میتسوئو) نامزد بهترین بازیگر نقش مکمل مرد و کومیکو گوتو (در نقش دوست دختر میتسوئو) نامزد بهترین بازیگر زن برای بازی در 'تورا-سان به تعطیلات می‌رود و فیلم قبلی در «تورا-سان، دایی من» (۱۹۸۹) در جایزه آکادمی فیلم ژاپن شدند.